# Marit Breivik
Marit Breivik (født 10. april 1955) er en tidligere norsk håndboldspiller , og tidligere træner for Norges håndboldlandshold. Som træner førte hun holdet til sejr i den Olympiske turnering 2008, VM i 1999, EM, i 1998 (Nederlandene), 2004 (Ungarn), 2006 (Sverige) og 2008 (Makedonien).

## Spillerkarriere
Hun blev født i Levanger. Som spiller har hun spillet 140 kampe på det norske håndboldlandshold fra 1975 til 1983. Hun har vundet tre norgesmesterskaber sammen med sin klub Skogn IL.
Hun har sin uddannelse fra Norges idrettshøgskole.

## Trænerkarriere
Breivik har været træner for klubber som Byåsen IL og Larvik HK, og fra 1994 træner for norges kvindehåndboldlandshold. Hun arbejder også i Olympiatoppen hvor hun er den ansvarlige træner for holdsport. Blandt hendes meritter er en olympisk guld- og bronzemedalje, en VM-sejr og to andenpladser, tre EM-sejre, to sølv og en bronzemedalje.
I januar 2009 meddelte Breivik at hun ville træde tilbage som landsholdstræner efter 15 år på jobbet.

### Meritter
Sommer-OL
- 1996: 4.-plads
- 2000:  Bronze
- 2004: kvalificerede sig ikke
- 2008:  Guld

VM
- 1995: 4.-plads
- 1997:  Sølv
- 1999:  Guld
- 2001:  Sølv
- 2003: 6.-plads
- 2005: 9.-plads
- 2007:  Sølv

EM
- 1994:  Bronze
- 1996:  Sølv
- 1998:  Guld
- 2000: 6.-plads
- 2002:  Sølv
- 2004:  Guld
- 2006:  Guld
- 2008:  Guld

## Priser og anerkendelser
Den 16. marts, 2009, blev Breivik udnævnt til ridder, af første klasse af Sankt Olavs Orden for hendes indsats som rollemodel indenfor norsk sport.

## Personlige liv
Breivik er gift, men har ingen børn, hendes mand har dog et barn fra et tidligere ægteskab.
Breivik har også været aktiv i politik. Hun repræsenterede Sosialistisk Venstreparti i kommunen Levanger fra 1987 til 1991, men har udtalt at hun stemmer på Arbeiderpartiet ved valgene.